# Управа за шуме
Управа за шуме је орган управе у саставу Министарства пољопривреде, шумарства и водопривреде. Управом руководи директор, а тренутно је Саша Стаматовић вршилац дужности директора.

## Надлежности
Управа за шуме је надлежна за следеће послове:
- политику шумарства
- очување шума
- унапређење и коришћење шума и дивљачи
- спровођење мера заштите шума и дивљачи
- контролу семена и садног материјала у шумарству
- инспекцијски надзор у области шумарства и ловства
- друге послове одређене законима